# Gordan Golik
Gordan Golik, né le 4 mars 1985 à Varaždin, est un footballeur croate. Il évolue au poste de milieu de terrain.

## Carrière
- 2003-2005 :  Varteks Varazdin
- 2005-2006 :  Kamen Ingrad (prêt)
- 2006-2009 :  Varteks Varazdin
- 2009-2010 :  Lech Poznań

## Palmarès
- Coupe de Croatie : 2004